# 涙が止まらない放課後
『涙が止まらない放課後』（なみだがとまらないほうかご）は、モーニング娘。24枚目のシングル。2004年11月3日に発売された。

## 概要
2004年のシングル第4弾で、モーニング娘。のシングルが祝日にあたる水曜日に発売されるのは本作が初となる。
辻希美、加護亜依の2人が卒業した後の初めてのシングルで、ゆったりとしたテンポの楽曲となっている。
紺野あさ美がメインボーカルおよびセンターポジション担当。紺野の脇を石川梨華、藤本美貴、道重さゆみが固めており、MVや歌番組では、上記以外のメンバーが男役・女役に分かれバックでダンスを行う。紺野はジャケット写真も前列位置。アルバム『愛の第6感』のジャケット写真も中心に位置している。つんく♂は「『涙が止まらない放課後』なんかは、完全に紺野が歌うことを想定して作ってる曲だったし」と発言。

## 収録曲
全作詞・作曲：つんく
1. 涙が止まらない放課後
編曲：鈴木俊介
2. 寝坊です。デートなのに…
編曲：AKIRA
3. 涙が止まらない放課後 (Instrumental)

## 参加メンバー
- 1期：飯田圭織
- 2期：矢口真里
- 4期：石川梨華、吉澤ひとみ
- 5期：高橋愛、紺野あさ美、小川麻琴、新垣里沙
- 6期：藤本美貴、亀井絵里、道重さゆみ、田中れいな

## 参加ミュージシャン
- 鈴木俊介 - プログラミング&ギター(1)
- スティング宮本 - ベース(1)
- 飯田ヒロシ - パーカッション(1)
- 篠崎正嗣ストリングスカルテット - ストリングス(1)
- AKIRA - プログラミング&コーラス(2)

## 収録アルバム
- 愛の第6感
- モーニング娘。 ALL SINGLES COMPLETE 〜10th ANNIVERSARY〜